# Matthew Macfadyen
David Matthew Macfadyen (/məkˈfædiən/; Great Yarmouth, Norfolk; 17 de octubre de 1974) es un actor inglés. Conocido por sus actuaciones en el escenario y la pantalla, ganó prominencia por su papel de Mr. Darcy en Orgullo y prejuicio (2005) de Joe Wright. Obtuvo un reconocimiento más amplio por interpretar a Tom Wambsgans en la serie dramática de HBO Succession (2018-2023), por la que recibió dos premios Primetime Emmy consecutivos, dos premios BAFTA de televisión y un Globo de Oro.
Macfadyen hizo su debut televisivo en 1998 como Hareton Earnshaw en Cumbres borrascosas. Interpretó a Tom Quinn en la serie de espías de la BBC One Spooks (2002-2004, 2011), y al inspector Edmund Reid en la serie de misterio de la BBC Ripper Street (2012-2016). Por su papel en Criminal Justice (2009), recibió el Premio de Televisión de la Academia Británica al Mejor Actor de Reparto. También protagonizó varias miniseries interpretando papeles como Henry Wilcox en Howards End (2017), Charles Ingram en Quiz (2020) y John Stonehouse en Stonehouse (2023).
En el cine, Macfadyen es conocido por sus papeles en Muerte en un funeral (2007), Frost/Nixon (2008), Anna Karenina (2012), The Assistant (2019) y Operation Mincemeat (2021) e interpretó a Mr. Paradox en la película de superhéroes Deadpool & Wolverine (2024).

## Biografía
Macfadyen nació en Great Yarmouth, Norfolk, hijo de Meinir (de soltera Owen), profesora de teatro y ex actriz, y Martin Macfadyen, ingeniero petrolero. Sus abuelos paternos eran escoceses y sus abuelos maternos eran galeses. Macfadyen se crio en varios lugares, incluido Yakarta, Indonesia, como resultado de la ocupación de su padre. Tiene un hermano llamado Jamie.
Asistió a escuelas en Inglaterra, incluso en Louth, Lincolnshire, así como en Escocia e Indonesia. Estudió arte dramático en el Instituto Oakham de Rutland, Leicestershire, de 1985 a 1992, antes de ser aceptado  en la prestigiosa Real Academia de Arte Dramático (RADA) entre 1992 y 1995, a los 17 años. Como estudiante de arte dramático, se inspiró en la obra Fanny y Alexander de Ingmar Bergman, que pensó que era simplemente la actuación más extraordinaria que jamás había visto".

## Trayectoria profesional
Macfadyen se incorporó en la compañía teatral Cheek by Jowl y debutó en el teatro profesional con The Duchess of Malfi. También trabajó con la Royal Shakespeare Company en producciones como Sueño de una noche de verano y La escuela de la murmuración en giras internacionales.
En 1998, con la compañía Cheek by Jowl, protagonizó Mucho ruido y pocas nueces, junto a Saskia Reeves. Su interpretación de Benedick fue particularmente memorable. Dicha producción llegó estar en cartel en Nueva York en la Brooklyn Academy of Music (BAM).
En 1999 fue nominado al prestigioso Premio Ian Charleson de la RSC al Mejor Actor Clásico menor de 30 años.
Tras ello empezó a trabajar para la televisión británica en diversas producciones. La primera de ellas fue la adaptación televisiva de la novela de Emily Bronte Cumbres borrascosas, dirigida por David Skynner. Posteriormente apareció en diversos trabajos para la BBC como Warriors 1999, de Peter Kominsky, por cuyo papel fue nominado a un Premio de la Real Sociedad Televisiva. En 2001 trabajó en The Way We Live Now, y también en dicho año obtuvo gran aclamación por parte de la crítica por su papel de protagonista en Perfect Strangers, escrito y dirigido por Stephen Poliakoff. 

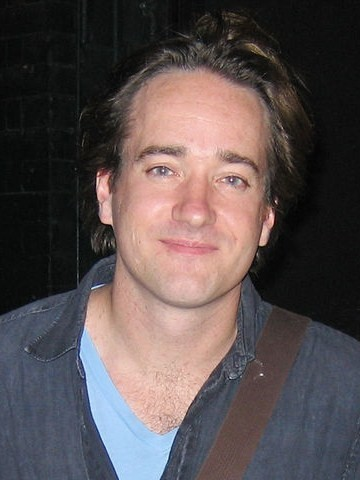
Matthew Macfadyen en 2007.

En 2002 participó en el drama de la BBC The Project y ese mismo año lo escogieron como protagonista de la serie Spooks, que se convirtió en un éxito tanto de público como de crítica. Su papel del espía del MI5 llamado Tom Quinn se mantuvo en antena de 2002 a 2004, abandonando la serie en el segundo episodio de la tercera temporada. Dicha serie fue emitida también en Estados Unidos como MI5 y en España con el título de Doble identidad. El 23 de octubre de 2011 Matthew apareció de nuevo en la serie durante el último episodio después de que Harry lo contratara para matar a un extremista ruso.

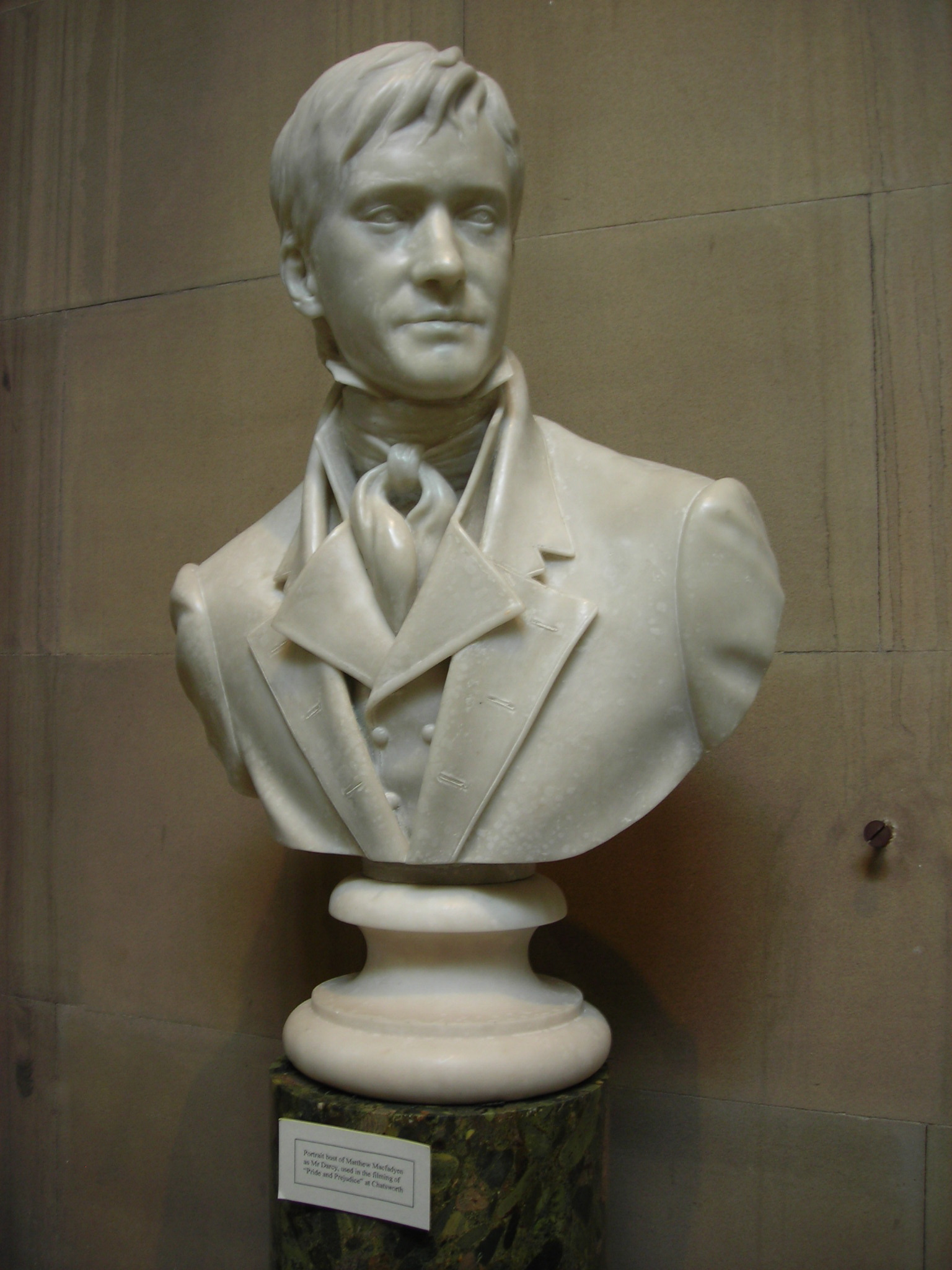
Busto de Mr. Darcy basado en los rasgos de Macfadyen usado en el film Orgullo y prejuicio.

Ha aparecido en varias películas, entre las que cabe destacar Enigma, en 2001, y en la destacable caracterización en el papel de Fitzwilliam Darcy junto a Keira Knightley en una muy notable adaptación de la novela de Jane Austen Orgullo y prejuicio, estrenada en el Reino Unido en 2005.
En 2007 colaboró en un sketch de Mr. Bean, apareciendo en el cortometraje Mr.Bean´s Wedding como el novio de Michelle Ryan.
En 2008 apareció en la miniserie de la BBC Little Dorrit, interpretando a Arthur Clennam. La miniserie es una adaptación para televisión del clásico homónimo de Charles Dickens.
En 2009 Macfadyen trabajó junto a la actriz nominada al Premio de la Academia Helena Bonham Carter en la película para la televisión Enid Blyton, basada en la vida real de dicha autora; Matthew interpretó a Hugh Pollock, primer esposo y editor de Blyton. 
El 14 de mayo de 2010 apareció en la película de acción y drama Robin Hood, como el Sheriff de Nottingham, compartiendo créditos con Russell Crowe, Cate Blanchett, Mark Strong y William Hurt.
En 2011 apareció en la película Los tres mosqueteros, donde interpretó al mosquetero Athos.
En 2012 interpretó a Oblonsky en la película Anna Karenina, de nuevo con el director Joe Wright y la actriz Keira Knightley, con quienes ya había trabajado en Orgullo y prejuicio. Ese mismo año se unió al elenco de la serie Ripper Street, donde interpretó al detective inspector Edmund Reid hasta el final de la serie, que concluyó su segunda temporada en 2013.
En 2017 se anunció que se uniría al elenco principal de la miniserie Howards End, donde dio vida a Henry Wilcox. De 2018 a 2023, interpretó a Tom Wambsgans en la serie de HBO Succession, por la que recibió premios Primetime Emmy en 2022 y 2023 como actor de reparto destacado en una serie dramática, una nominación al premio Primetime Emmy en 2020,  y un Globo de Oro a la mejor interpretación de un actor masculino en un papel secundario en televisión en 2024.  En 2020, apareció en el papel del mayor Charles Ingram en un drama de ITV de tres partes, Quiz , basado en el controvertido escándalo de tos y trampa en ¿Quién quiere ser millonario? en 2001.  En 2024, Macfadyen interpretó al Mr. Paradox  en la película de superhéroes Deadpool & Wolverine. 

## Vida personal
En 2003 comenzó una relación con su compañera de la serie Spooks, Keeley Hawes, con la que se casó el 8 de octubre de 2004. Tienen dos hijos, Maggie, nacida en diciembre de 2004, y Ralph, nacido en septiembre de 2006. Matthew también es padrastro de Myles, nacido en 2000, de una unión anterior de Keeley.

## Filmografía

### Cine
| Año  | Título                             | Rol                    | Notas                                                                                            |
| ---- | ---------------------------------- | ---------------------- | ------------------------------------------------------------------------------------------------ |
| 1998 | Wuthering Heights                  | Hareton Earnshaw       | junto a Robert Cavanah, Orla Brady Peter Davison & Sarah Smart                                   |
| 1999 | Warriors                           | Soldado Alan James     | junto a Darren Morfitt, Ioan Gruffudd, Damian Lewis & Shaun Dooley                               |
| 2000 | Maybe Baby                         | Nigel                  | junto a Joely Richardson, Hugh Laurie Emma Thompson & Adrian Lester                              |
| 2001 | Enigma                             | Cave                   | junto a Dougray Scott, Kate Winslet, Saffron Burrows & Jeremy Northam                            |
| 2002 | The Project                        | Paul Tibbenham         | junto a James Frain, Naomie Harris, Jason Merrells & Paloma Baeza                                |
| 2003 | The Reckoning                      | Rey de la Justicia     | junto a Paul Bettany, Brian Cox, Willem Dafoe, Vincent Cassel & Gina McKee                       |
| 2004 | In My Father's Den                 | Paul Prior             | junto a Miranda Otto                                                                             |
| 2005 | Orgullo y prejuicio                | Fitzwilliam Darcy      | junto a Keira Knightley, Donald Sutherland & Rosamund Pike                                       |
| 2006 | Middletown                         | Gabriel Hunter         | junto a Daniel Mays                                                                              |
| 2007 | Grindhouse                         | Víctima Hatchet        | trailer Don't                                                                                    |
| 2007 | Death at a Funeral                 | Daniel                 | junto a su esposa Keeley Hawes & Peter Dinklage                                                  |
| 2008 | A Pocket Full of Rye               | Inspector Neele        | -                                                                                                |
| 2008 | Frost/Nixon                        | John Birt              | junto a Frank Langella, Michael Sheen, Sam Rockwell & Kevin Bacon                                |
| 2008 | Incendiary                         | Terence Butcher        | junto a Ewan McGregor & Michelle Williams                                                        |
| 2010 | Robin Hood                         | Sheriff de Nottingham  | junto a Russell Crowe, Cate Blanchett, Mark Strong, Kevin Durand & Vanessa Redgrave              |
| 2011 | The Promised Land                  | Geoffrey Morton        | junto a Colin Firth & Jim Sturgess                                                               |
| 2011 | The Three Musketeers               | Athos                  | junto a Logan Lerman, Orlando Bloom, Milla Jovovich & Luke Evans                                 |
| 2012 | Anna Karenina                      | Stiva                  | junto a Keira Knightley, Jude Law & Kelly Macdonald                                              |
| 2014 | Epic (Lost in Karastan)            | Emil Forester          | junto a Noah Taylor, MyAnna Buring, Ali Cook & Richard van Weyden                                |
| 2015 | La familia Von Trapp               | Georg Ludwig von Trapp | junto a Eliza Bennett y Yvonne Catterfeld                                                        |
| 2016 | Churchill's Secret                 | Randolph Churchill     | junto a Michael Gambon, Romola Garai, Lindsay Duncan y Bill Paterson                             |
| 2018 | El Cascanueces y los cuatro reinos | Mr. Stahlbaum          | junto a Mackenzie Foy, Keira Knightley, Helen Mirren y Morgan Freeman.                           |
| 2019 | The Assistant                      | Wilcock                | junto a Julia Garner, Makenzie Leigh, Kristine Froseth, Noah Robbins y Jon Orsini.               |
| 2019 | The Current War                    | J. P. Morgan           | junto a Benedict Cumberbatch, Michael Shannon, Nicholas Hoult, Tom Holland y Katherine Waterston |
| 2021 | Operation Mincemeat                | Charles Cholmondeley   | junto a Colin Firth, Kelly Macdonald, Penelope Wilton, Johnny Flynn y Jason Isaacs.              |
| 2024 | Deadpool & Wolverine               | Mr. Paradox            | junto a Hugh Jackman, Ryan Reynolds, Emma Corrin y Morena Baccarin.                              |
| TBA  | Holland, Michigan                  | TBA                    | junto a Nicole Kidman, Gael García Bernal, Jude Hill y Rachel Sennott.                           |

### Televisión
| Año         | Título                                              | Rol                        | Notas                                              |
| ----------- | --------------------------------------------------- | -------------------------- | -------------------------------------------------- |
| 2000        | Murder Rooms: Mysteries of the Real Sherlock Holmes | Walter                     | Episodio: "The Dark Beginnings of Sherlock Holmes" |
| 2001        | The Way We Live Now                                 | Sir Felix Carbury          | 4 episodios                                        |
| 2001        | Perfect Strangers                                   | Daniel                     | 3 episodios; miniserie                             |
| 2002 - 2011 | Spooks                                              | Tom Quinn                  | 19 episodios                                       |
| 2007        | Comic Relief 2007: The Big One                      | Daniel                     | Cortometraje                                       |
| 2007        | Secret Life                                         | Charlie                    | Película para televisión                           |
| 2007        | Nuremberg: Nazis on Trial                           | Narrador                   | 3 episodios                                        |
| 2008        | Little Dorrit                                       | Arthur Clennam             | 14 episodios                                       |
| 2008        | Ashes to Ashes                                      | Gil Hollis                 | Episodio #1.7                                      |
| 2009        | Criminal Justice II                                 | Joe Miller                 | 3 episodios                                        |
| 2009        | Enid Blyton                                         | Hugh Pollock               | 14 episodios                                       |
| 2010        | Any Human Heart                                     | Logan "Middle" Mountstuart | 4 episodios                                        |
| 2010        | The Pillars of the Earth                            | Prior Philip               | 8 episodios; miniserie                             |
| 2012 - 2016 | Ripper Street                                       | Det. Edmund Reid           | 36 episodios                                       |
| 2013        | Ambassadors                                         | P.O.D.                     | 2 episodios                                        |
| 2015        | The Last Kingdom                                    | Lord Uhtred                | Episodio # 1.1                                     |
| 2015        | The Enfield Haunting                                | Guy Lyon Playfair          | 3 episodios; miniserie                             |
| 2017-2018   | Howards End                                         | Henry Wilcox               | Miniserie                                          |
| 2018-2023   | Succession                                          | Tom Wambsgans              | Principal                                          |
| 2020        | Quiz                                                | Maj. Charles Ingram        | 3 episodios                                        |
| 2023        | Stonehouse                                          | John Stonehouse            | 3 episodios                                        |

### Teatro
| Año  | Obra                            | Rol                                                 | Teatro                        | Director         |
| ---- | ------------------------------- | --------------------------------------------------- | ----------------------------- | ---------------- |
| 1994 | The Beggar's Opera              | Macheath                                            | [ R.A.D.A. ]                  | -                |
| 1994 | The Feigned Inconstancy         | Chevalier                                           | [ R.A.D.A. ]                  | -                |
| 1994 | Lorca's Death                   | Rafael/Intellect                                    | [ R.A.D.A. ]                  | -                |
| 1994 | The Crimson Island              | Vassily Arturovich Dymogatsky/Mukkhin, the prompter | [ R.A.D.A. ]                  | William Gaskill  |
| 1995 | The Duchess of Malfi            | Antonio Bologna                                     | Cheek by Jowl                 | Declan Donnellan |
| 1995 | The Libertine                   | John Wilmot                                         | [ R.A.D.A. ]                  | -                |
| 1995 | One Flew Over the Cuckoo's Nest | Chief Bromden                                       | [ R.A.D.A. ]                  | -                |
| 1996 | A Midsummer Night's Dream       | Demetrius                                           | [ Royal Shakespeare Company ] | Adrian Noble     |
| 1998 | The School for Scandal          | Charles Surface                                     | [ Royal Shakespeare Company ] | -                |
| 1998 | Much Ado About Nothing          | Benedick                                            | Cheek by Jowl                 | Declan Donnellan |
| 1999 | Battle Royal                    | Mr. Brougham                                        | [ Royal National Theatre ]    | Howard Davies    |
| 2005 | Henry IV                        | Príncipe Hal                                        | [ Royal National Theatre ]    | Nicholas Hytner  |
| 2006 | Total Eclipse                   | Paul Verlaine                                       | Royal Court Theatre           | -                |
| 2007 | The Pain and the Itch           | Clay                                                | Royal Court Theatre           | Dominic Cooke    |
| 2010 | Private Lives                   | Elyot                                               | Vaudeville Theatre            | Richard Eyre     |

## Premios
| Año  | Categoría                                                  | Premio                                        | Serie/película      | Resultado |
| ---- | ---------------------------------------------------------- | --------------------------------------------- | ------------------- | --------- |
| 2000 | Best Male Actor                                            | Royal Television Society Award                | Warriors            | Nominado  |
| 2005 | Best Actor                                                 | British Independent Film Award                | In My Father's Den  | Nominado  |
| 2005 | Performance by an Actor in a Leading Role                  | New Zealand Screen Award                      | In My Father's Den  | Ganó      |
| 2006 | British Newcomer of the Year                               | London Critics Circle Film Award              | Pride & Prejudice   | Nominado  |
| 2006 | -                                                          | Character and Morality in Entertainment Award | Pride & Prejudice   | Ganó      |
| 2008 | Best Actor                                                 | BAFTA TV Award                                | Secret Life         | Nominado  |
| 2008 | Best Male Actor                                            | Royal Television Society Award                | Secret Life         | Ganó      |
| 2009 | Outstanding Performance by a Cast in a Motion Picture      | Screen Actors Guild Award                     | Frost/Nixon         | Nominado  |
| 2009 | Best Male Actor                                            | Royal Television Society Award                | Little Dorrit       | Nominado  |
| 2010 | Best Supporting Actor                                      | BAFTA TV Award                                | Criminal Justice II | Ganó      |
| 2022 | Mejor actor de reparto en una serie de drama               | Premios Primetime Emmy                        | Succession          | Ganó      |
| 2023 | Mejor actor de reparto en una serie, miniserie o telefilme | Premios Globos de Oro                         | Succession          | Ganó      |
| 2023 | Mejor actor de reparto en una serie de drama               | Premios Primetime Emmy                        | Succession          | Ganó      |